# Maria Herr-Beck
Maria Herr-Beck (* 8. Juni 1928 in Alzey; † 7. Oktober 2015 in Mainz) war eine deutsche Politikerin (CDU).

## Leben und Beruf
Nach dem Abitur 1947 studierte Herr-Beck Rechtswissenschaft in Mainz. 1957 wurde sie zur Rechtsanwältin zugelassen und ein Jahr später promoviert.

## Politik
Herr-Beck trat 1962 der CDU bei. Bei den Kommunalwahlen in Rheinland-Pfalz 1964 stand sie auf Platz 2 der CDU-Liste. Diesen sicheren Listenplatz nahm sie auch bei den folgenden Kommunalwahlen ein und gehörte daher von 1964 bis 1981 dem Mainzer Stadtrat an. Als einzige Frau kam sie 1966 im Verlauf der Wahlperiode in den Aufsichtsrat der Wohnbau Mainz. Sie nahm von 1964 bis 1984 das Amt der stellvertretenden Kreisvorsitzenden wahr. Herr-Beck war von 1970 bis 1991 Vorsitzende der Frauenvereinigung der CDU im Regierungsbezirk Rheinhessen-Pfalz. Von 1971 bis 1981 war sie Abgeordnete des rheinland-pfälzischen Landtags. Dort war sie von 1975 bis 1979 stellvertretende Vorsitzende der CDU-Landtagsfraktion und anschließend bis zu ihrem Ausscheiden aus dem Parlament 1981 Landtagsvizepräsidentin. Danach war Herr-Beck bis 1990 Staatssekretärin im rheinland-pfälzischen Ministerium für Soziales, Gesundheit und Umwelt in den Kabinetten Vogel II, III und IV sowie im Kabinett Wagner.

## Ehrungen
- 1977: Verdienstkreuz am Bande der Bundesrepublik Deutschland[2]
- 1982: Verdienstkreuz 1. Klasse der Bundesrepublik Deutschland[2]